# ミスティック・マナー
ミスティック・マナー(Mystic Manor)は、ディズニーパークにあるダークライドタイプのアトラクションである。

## 存在するパーク
- 香港ディズニーランド（香港ディズニーランド・リゾート）[1]

## 概要
| ミスティック・マナー Mystic Manor 迷離大宅 | ミスティック・マナー Mystic Manor 迷離大宅 | ミスティック・マナー Mystic Manor 迷離大宅            | ミスティック・マナー Mystic Manor 迷離大宅            |
| ------------------------------------------ | ------------------------------------------ | ----------------------------------------------------- | ----------------------------------------------------- |
| ミスティック・マナー                       |                                            |                                                       |                                                       |
| オープン日                                 | オープン日                                 | 2013年5月17日（ミスティック・ポイントと同時オープン） | 2013年5月17日（ミスティック・ポイントと同時オープン） |
| スポンサー                                 | スポンサー                                 | なし                                                  | なし                                                  |
| 利用制限                                   |                                            | なし                                                  | なし                                                  |
| ファストパス                               | ファストパス                               |                                                       | 対象外                                                |
| シングルライダー                           | シングルライダー                           |                                                       | 対象外                                                |

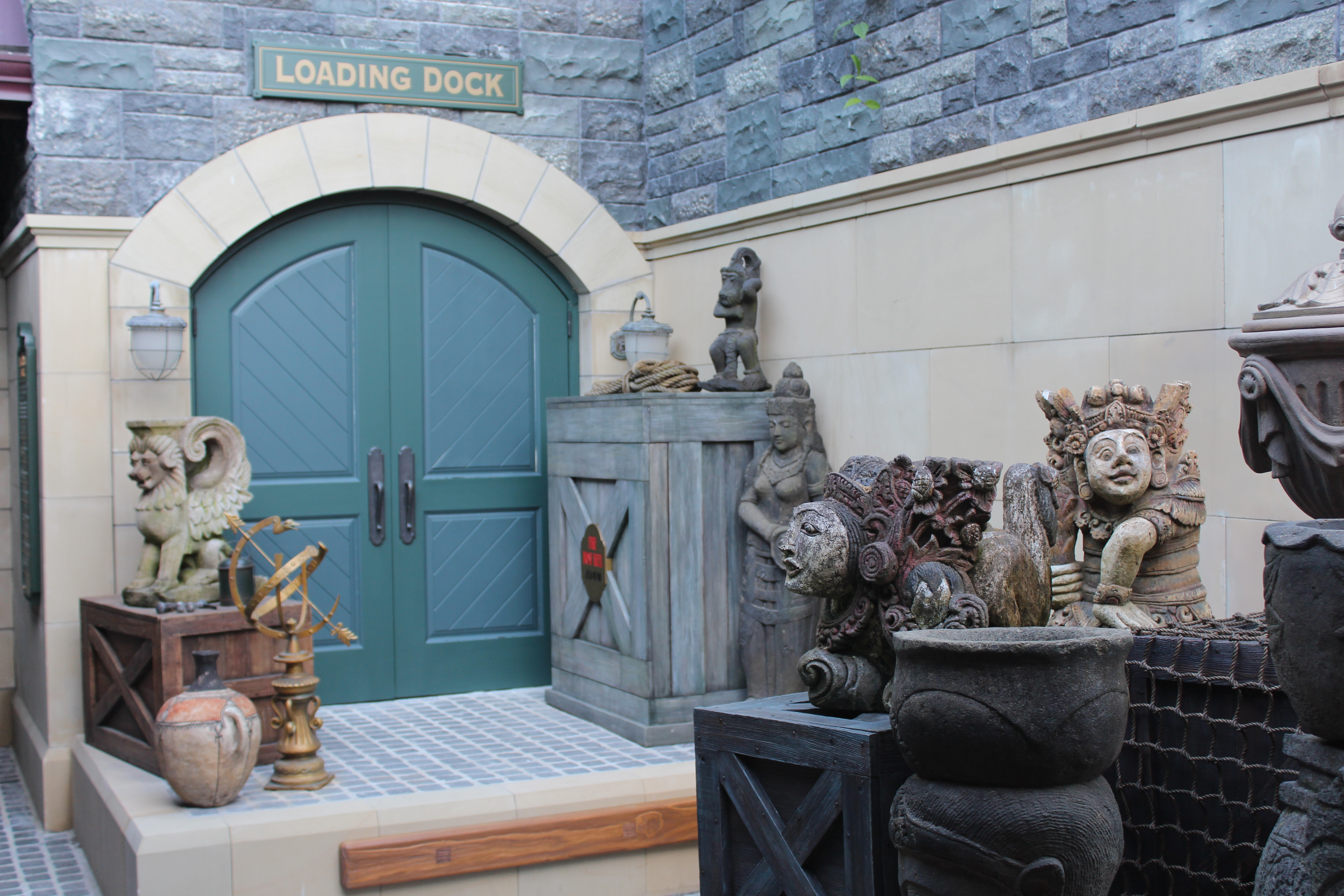
キューラインのミスティック卿のコレクション

他のディズニーパークにあるホーンテッドマンションとは設定・ストーリーなどが全く異なり、ホラー要素よりもファンタジー要素が強い。ライドシステムはプーさんのハニーハントやアクアトピア、ラタトゥイユ:ジ・アドベンチャーと同様にレールのない床をランダムに走行するものとなっている。

## ストーリー
ヘンリー・ミスティック卿は1908年に熱帯雨林地帯に建設されたヴィクトリア様式の邸宅を開放して博物館としてオープンすることにした。
ゲストはヘンリー・ミスティック卿のコレクションを鑑賞できるツアーに参加し、古今東西の美術品や骨董品のコレクションを観賞するため「ミスティック・マグネット・エレクトリック・キャリッジ（Mystic Magneto-Electric Carriage）」と呼ばれる最新鋭の乗り物に乗ることに。しかし、ミスティック卿のペットの猿のアルバートは、ミスティック卿に「開けてはいけない」と言われていたのにもかかわらず、バリの「魔法のミュージック・ボックス」をいたずらで開けてしまう・・・
開けると光が溢れ出し、周囲の美術品や骨董品が何と動き出したのだ！
博物館の8つのギャラリー、「楽器のギャラリー（Musical Instruments）」、「地中海の古美術品ギャラリー（Mediterranean Antiquities）」、「サンルーム（The Solarium）」、「スラヴ・ノルドの回廊（The Slavic-Nordic Chamber）」、「武具と甲冑のギャラリー（Arms and Armor）」、「エジプトの古美術品ギャラリー（Egyptian Antiquities）」、「民族芸術のギャラリー（Tribal Arts）」、そして巨大な孫悟空の像が中央に位置する「中国芸術サロン（The Chinese Salon）」を舞台に世にも不思議な出来事をゲストとアルバートは体験するのであった・・・

## トリビア
- ヘンリー・ミスティック卿は「ソサエティ・オブ・エクスプローラー・アンド・アドベンチャー（The Society of Explorers and Adventurers（S.E.A.））の一員であり、タワー・オブ・テラーの登場人物であるハリソン・ハイタワー3世もメンバーである。ミスティック・マナーのアトラクション内には、シリキ・ウトゥンドゥに似た木像を持つハイタワー3世の絵が飾られている。
- 猿のアルバートは以前、蜘蛛に襲われているところをミスティック卿に救われそれがきっかけで彼のペットになっており、それを描いた絵もアトラクション内にある[2]。
- アトラクションの音楽はダニー・エルフマンが担当しており[3]、歌う騎士の甲冑の声も担当している。